# Jarrod Wallace

a Compétitions nationales et continentales officielles uniquement.

b Matchs officiels uniquement.
Jarrod Wallace, né le 23 juillet 1991 à Gold Coast (Australie), est un joueur de rugby à XIII australien  au poste de pilier, de deuxième ligne ou de troisième ligne dans les années 2010. Il fait ses débuts en National Rugby League en 2012 avec les Broncos de Brisbane avec lesquels il dispute la finale de NRL en 2016, puis rejoint en 2017 les Titans de Gold Coast. Il connaît également des sélections pour le State of Origin avec le Queensland à partir de 2017.

## Palmarès
- Collectif :
  - Vainqueur du State of Origin : 2017 (Queensland ).
  - Finaliste  de la National Rugby League : 2016 (Brisbane).

## Détails

### En club
| Saison | Club              | Compétition           | Matchs | Points | Essais | Buts | Drop |
| ------ | ----------------- | --------------------- | ------ | ------ | ------ | ---- | ---- |
| 2012   | Brisbane Broncos  | National Rugby League | 2      | -      | -      | -    | -    |
| 2013   | Brisbane Broncos  | National Rugby League | 6      | -      | -      | -    | -    |
| 2014   | Brisbane Broncos  | National Rugby League | 14     | -      | -      | -    | -    |
| 2015   | Brisbane Broncos  | National Rugby League | 25     | 12     | 3      | -    | -    |
| 2016   | Brisbane Broncos  | National Rugby League | 26     | 8      | 2      | -    | -    |
| 2017   | Gold Coast Titans | National Rugby League | 21     | -      | -      | -    | -    |
| 2018   | Gold Coast Titans | National Rugby League | 20     | 12     | 3      | -    |      |
| 2019   | Gold Coast Titans | National Rugby League | 21     | 8      | 2      | -    | -    |
| 2020   | Gold Coast Titans | National Rugby League | 17     | 4      | 1      | -    | -    |
| 2021   | Gold Coast Titans | National Rugby League | 25     | 24     | 6      | -    | -    |
| 2022   | Gold Coast Titans | National Rugby League | 14     | 12     | 3      | -    | -    |
| 2023   | Dolphins          | National Rugby League | 0      | -      | -      | -    | -    |